# Polski Trămbeš
Polski Trămbeš (bulharsky Полски Тръмбеш) je město ležící v severním Bulharsku v Dolnodunajské nížině na úpatí Předbalkánu. Je správním střediskem stejnojmenné obštiny a žije v něm přibližně 4 200 obyvatel.

## Název
Ve všech zmínkách o obci v osmanských registrech se vyskytuje sovo „trmbeš“. Toto slovo má staroslovanský kořen „trmb“, který je spojován s přípravou půdy před orbou, tzn. čištěním od trav, keřů, stonků apod.

## Historie

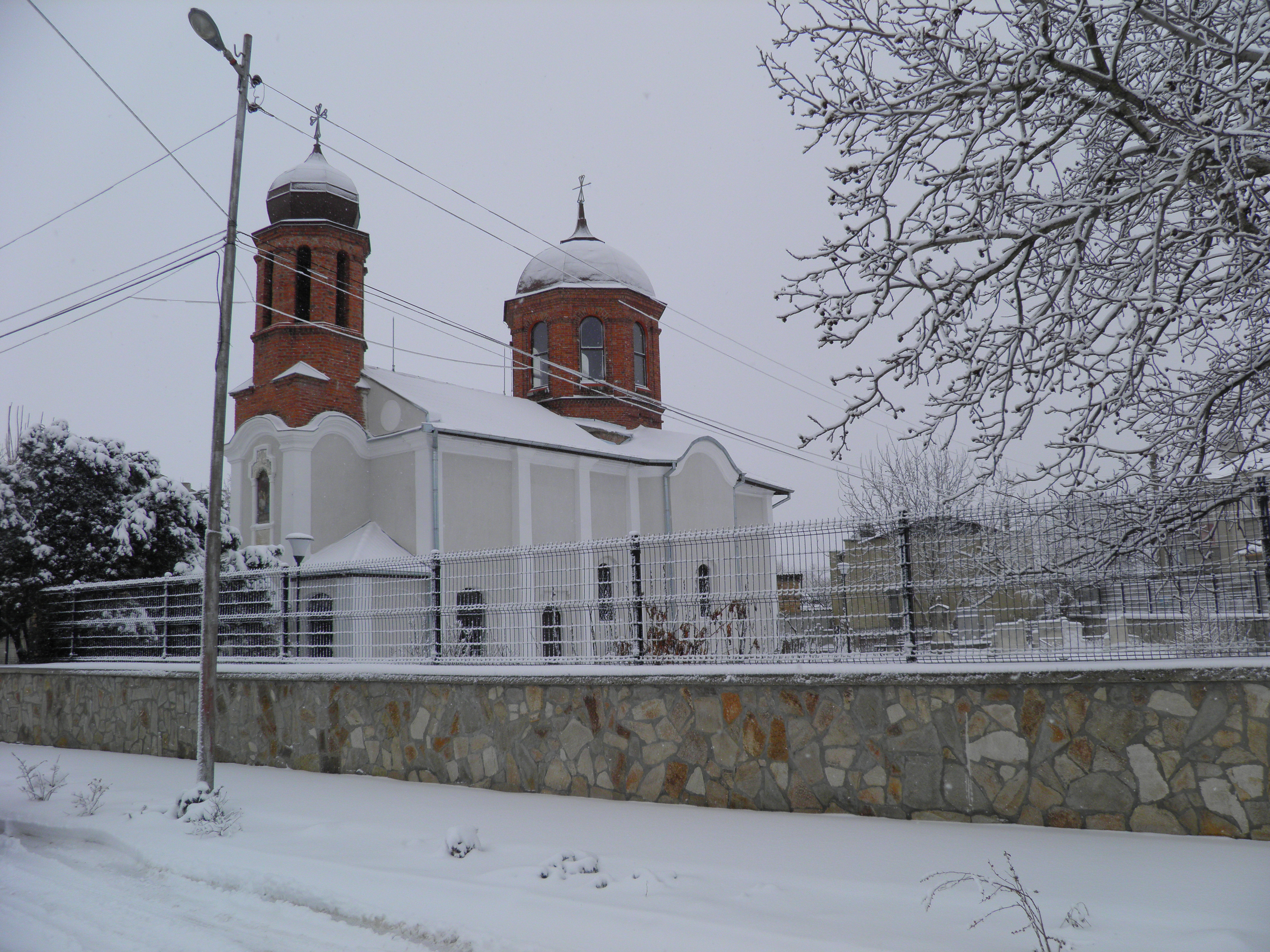
Místní kostel

Poprvé je osada zmíněna v osmanských registrech v 1430 pod názvem Polski Tırımbeş. Po dlouhá léta šlo o malou obec s nízkým počtem obyvatel. V roce 1865 měla 40 – 50 domů se zhruba stejným zastoupením Bulharů a Turků. Při prvním sčítání lidu v roce 1880 zde žilo 521 obyvatel.
V roce 1873 zde byla založena základní škola a v roce 1894 byla otevřena neúplná koedukovaná střední škola. dále zde byla v roce 1900 otevřena přidružená řemeslná škola a později přidružená průmyslová škola. Impuls k rychlejšímu hospodářskému rozvoji oblasti dalo položení železniční trati Ruse - Gorna Orjachovica v roce 1900. Šlo o první etapu výstavby železniční trati Ruse - Podkova. Téměř současně byl zprovozněn první průmyslový podnik – mlýn Girdap. Nádraží bylo oficiálně otevřeno v roce 1901.
V roce 1905 bylo v obci založeno čitalište „Otec Paisij 1905“. Od roku 1911 se v obci konal pravidelný týdenní středeční trh. Obchodovalo se dobytkem, obilím, vlnou, kůžemi, hrozny, ptáky a dalšími produkty a přicházeli sem obchodníci z Eleny, Trnova, Svištova, Ruse; jarmark se konal každoročně. Dobrá dopravní dostupnost umožnila rozvoj průmyslu, především  potravinářského. Kolem roku 1922 byla otevřena pobočka Bulharské zemědělské banky a o dva roky později zřízena Lidová banka. V roce 1923 byla uvedena do provozu továrna na keramiku Strandža a následujícího roku dvě lisovny oleje. V roce 1928 se otevřela pobočka Bulharské komerční banky a následujícího roku byla obec elektrifikována. V roce 1938 zde byla zřízena pobočka Krajského družstevního svazu v Trnovu. V roce 1942 byla postavena konzervárna; v té době se velké obchody a sklady nacházely v oblasti nádraží.
21. ledna 1949 bylo založeno zdejší zemědělské družstvo. V roce 1951 zde byla otevřena nemocnice. Hospodářský rozvoj se stal základem populačního růstu a obec byla prohlášena městem zákonem z 11. září 1964. Současná ekonomika města a obce souvisí především se zemědělstvím a potravinářstvím. Roku 2019 byl obnoven místní trh a je velmi živý díky střediskovému charakteru města.

## Termální pramen

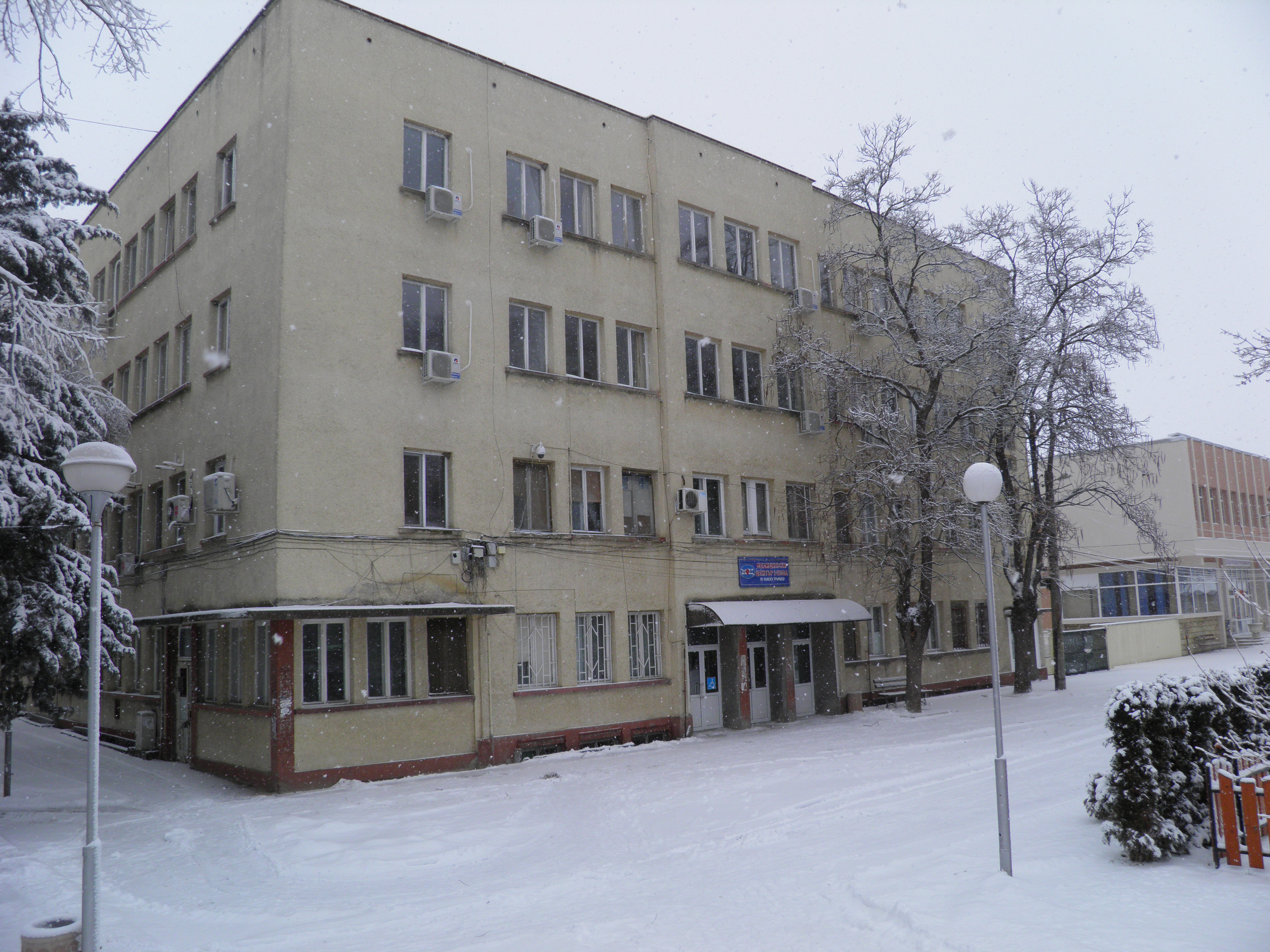
Lázeňská budova

Na konci města se u výjezdu na Klimentovo nachází zdroj minerální vody termálního původu. Minerální voda byla objevena vrtáním v květnu 1970 v hloubce 25 – 30 m až 750 m. Teplota je 44 – 47 °C. Jde o nejvydatnější termální pramen ve středním severním Bulharsku. Průtok vody je 50 – 60 l za sekundu a je větší než v lázních Burgas (36 l/s), Chaskovski Mineralni Bani (36 l/s), Kjustendil (33 l/s), Dolna Baňa (25 l/s), Bankja (24 l/s), Starozagorski Bani (20 l/s), Baňa (obština Panagjurište) (20 l/s), Strelča (18 l/s), Sliven (17 l/s), Baňa (16 l/s), Pavel Baňa (16 l/s), Văršec (15 l/s) a dalších.
Minerální voda má zásaditý charakter (pH 7,7) a je ionizovaná. V chemickém složení převládají ionty síranu, chloru a sodíku (Na+ 580 mg/l, Ca2+ 313 mg/l, Mg2+ 119 mg/l, К+ 29 SO42− 1035 mg/l, Cl− 951 mg/l, HCO3− 192 mg/l, NO3− 13 mg/l). Celková mineralizace je 3,3 – 5,7 g/l, což je srovnatelné se známými termálními minerálními prameny v Karlových Varech a Jáchymově v Českém masivu, Harghitě v Karpatech, Bad Gasteinu v Alpách, Vichy ve Francouzském středohoří a Budapešti. Poblíž pramene byl postaven lázeňský dům se dvěma venkovními bazény a vířivkami. 
Podle analýzy Pasteurova ústavu je voda vhodná k pití v malých množstvích a má profylaktické a léčivé účinky u řady onemocnění.

## Obyvatelstvo
K 15. prosinci 2023 ve městě žilo 4 195 obyvatel a bylo zde trvale hlášeno 4 766 obyvatel. Níže uvedená tabulka ukazuje vývoj populace města od třicátých let (1934 – 2021):
| rok      | 1934  | 1946  | 1956  | 1965  | 1975  | 1985  | 1992  | 2001  | 2011  | 2021  |
| populace | 4 507 | 5 067 | 6 072 | 4 702 | 6 636 | 6 831 | 5 471 | 5 199 | 4 359 | 3 628 |

Podle sčítání 1. února 2011 bylo národnostní složení následující:
- Bulhaři: 3 479 (90.4 %)
- Turci: 282 (7.3 %)
- Romové: 43 (1.1 %)
- ostatní[p 3]: 43 (1.1 %)